# 榆屬
榆属是榆科的一个属，属下物种通称榆树（但榆树一词常专指），主要在北半球的溫帶地區生長。一般高約25米，樹皮粗糙。具高度實用、葯用及食用價值。

## 品種
由於各種榆属植物易於雜交，有些地區以人工方式繁殖了很多特別的品種，使榆樹品種的界定变得較为困難。一般来讲，榆樹可分為約20-45個品種，視乎其界定方法之异同。
本属包括以下物种：
- 美国榆 Ulmus americana
- Ulmus androssowii

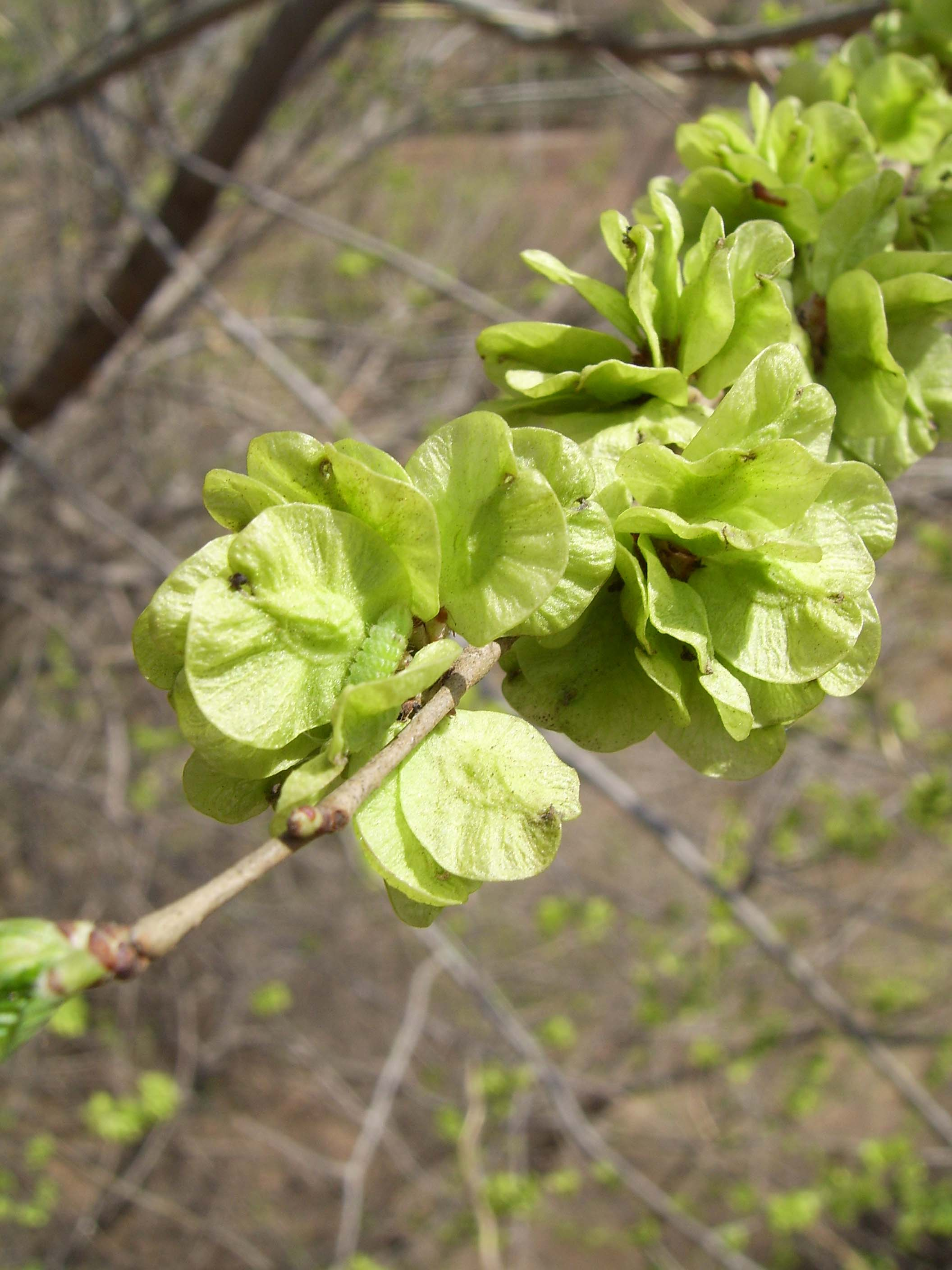
榆属植物的翅果称为榆钱

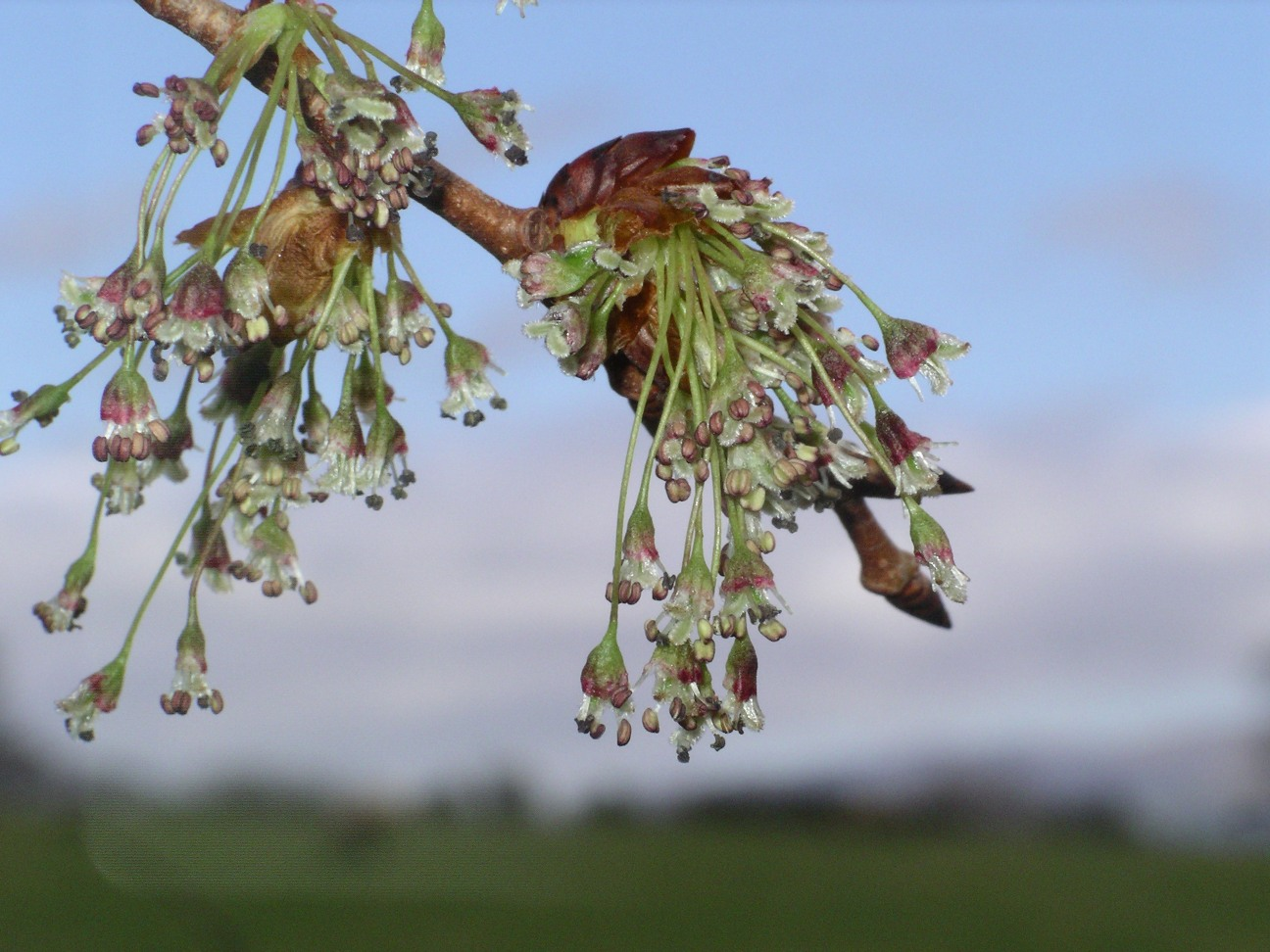
欧洲白榆的花

- 兴山榆 Ulmus bergmanniana
- 多脉榆 Ulmus castaneifolia
- 杭州榆 Ulmus changii
- 琅玡榆 Ulmus chenmoui
- 黑榆 Ulmus davidiana
  - 春榆 Ulmus davidiana var. japonica
- 圆冠榆 Ulmus densa
- 长序榆 Ulmus elongata
- 醉翁榆 Ulmus gaussenii
- 光叶榆 Ulmus glabra 欧洲山榆
- 旱榆 Ulmus glaucescens
- 哈尔滨榆 Ulmus harbinensis
- Ulmus japonica
- 裂叶榆 Ulmus laciniata
- 欧洲白榆 Ulmus laevis
- 脱皮榆 Ulmus lamellosa
- 常绿榆 Ulmus lanceifolia
- 大果榆 Ulmus macrocarpa
- 绵竹榆 Ulmus mianzhuensis
- 小果榆 Ulmus microcarpa
- 欧洲野榆 Ulmus minor
- 榔榆 Ulmus parvifolia
- 李叶榆 Ulmus prunifolia
- 假春榆 Ulmus pseudopropinqua
- 榆树 Ulmus pumila
- 红果榆 Ulmus szechuanica
- 阿里山榆 Ulmus uyematsui

## 種植
榆属植物分布于溫帶，生命力強，較為耐寒，適合於肥沃的沙壤土上生長，生長速度快。榆樹為中國北方重要綠化樹木，亦常見於民居村落前後。亦可培植成盆景。
榆樹成熟果實可隨採隨播，亦可使用播種或插枝等人工繁殖方法栽種。

### 荷蘭榆樹病
荷蘭榆樹病曾經廣泛摧毀全歐洲及北美洲的榆樹。這植物疾病的致病原是一種叫做新榆枯萎病菌（novo-ulmi，長喙殼菌屬）的真菌，透過杜松蟲（Scolytus）、
和美洲榆小蠹（H. rufipes）這兩種生活在榆樹樹幹的甲蟲作载体，傳播真菌的孢子到其他株榆木上。真菌被帶進榆樹表面的傷口，再進入樹幹輸送水份營養往樹葉和樹端的篩管內繁殖。受感染的榆樹能在短短3個星期之內被切斷其水份傳輸系統，導致死亡。有研究顯示，亞洲品種的榆樹有抗致病真菌的基因。

## 用途

### 木材
榆樹木材有連續相扣的木紋，品質堅直，可供建房、製傢具及農具使用。在西方，榆木亦用来制作棺材。

### 食用價值

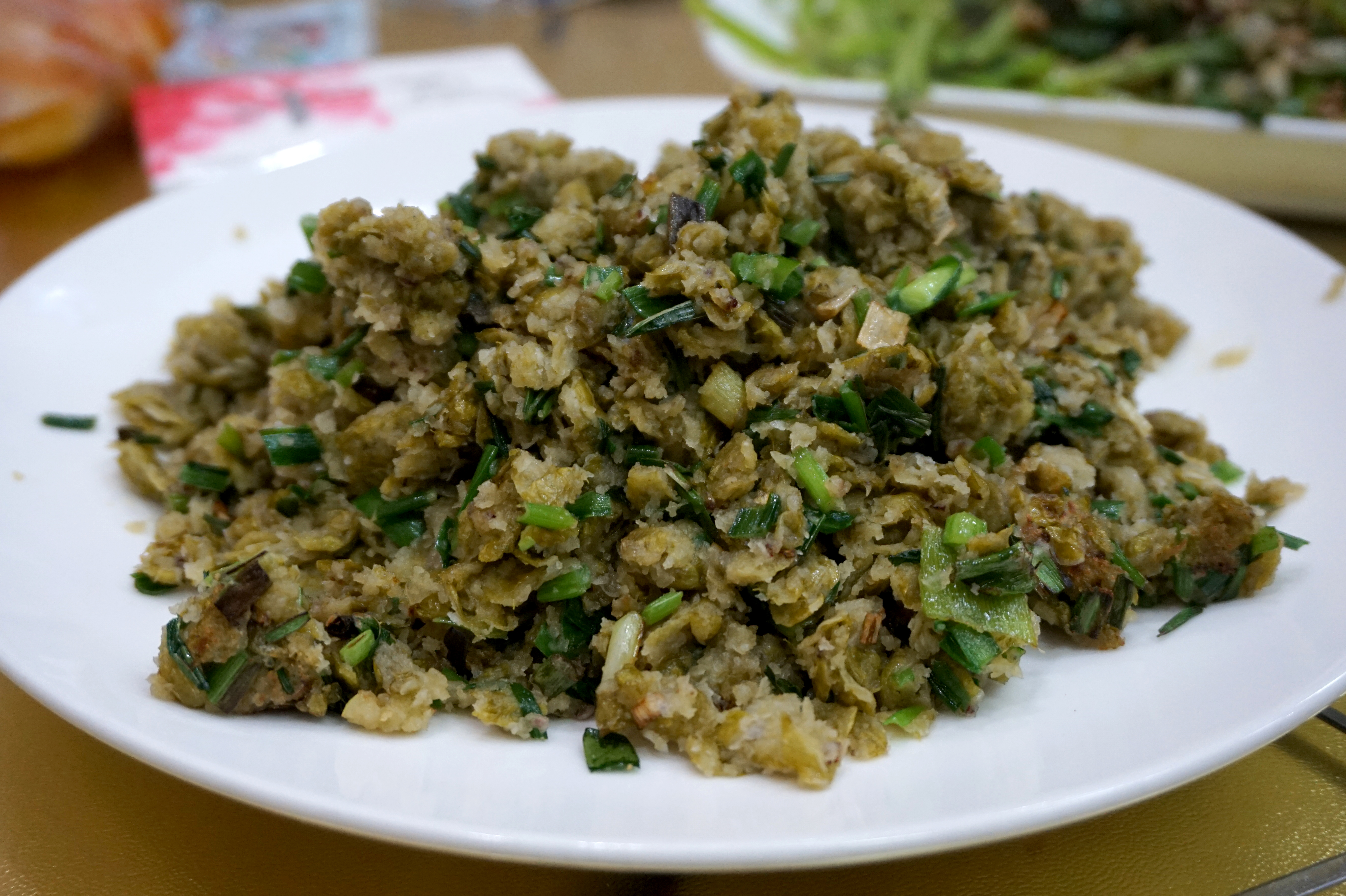
炒榆钱

榆樹的嫩果和幼葉可以食用或作飼料，中国北方有些地方也会将榆树皮磨成粉制成各种面食。有文獻記載，在19世紀中期挪威大饑荒時，挪威農民以水煮熟榆樹樹幹來充饑。

### 其他用途
堅韌的榆皮可以製成繩索。
榆樹也是抗有毒氣體如二氧化碳及氯氣的樹種。其內含beta-固淄醇、植物醇、豆淄醇等多種淄醇及韖質、樹膠及脂肪油。
在中世紀時代的歐洲，榆木被製成水管，榆木水管在長期濕潤的情況下亦不會腐化。

## 榆樹遷播史
自18世紀至20世紀早期，榆樹在歐洲和北美洲被廣泛種植，作為街道裝飾樹種。由於榆樹樹幹高，樹冠伸展闊，可以形成一列「榆樹隧道」的感覺。
在欧洲，欧洲山榆和欧洲野榆最为常见，其中欧洲山榆分布偏北，而欧洲野榆分布偏南。該兩種榆樹品種自然雜交而生的荷蘭榆亦常見於歐洲。
北美洲常見的榆樹品種稱為美国榆 (American Elm，即U. americana)，擁有生長速度快，對不同氣候和土壤適應力強，堅直的樹幹能经受強風吹襲，及樹型瓶狀不用時常修剪的優點，故成為街道裝飾樹種的首選。現存生長在紐約市華盛頓廣場公園西北角的「吊人榆」(Hangman's Elm)，是一棵估計約在1679年開始生長的古老英格蘭榆樹(English Elm)。
在20世紀，英國殖民者開發澳大利亞，他們帶了大量英格蘭榆(English Elm，欧洲野榆的一个品种)的樹苗到那裡種植，這些「外來」品種在澳大利亞落地生根，並由於地緣關係，避過了曾經在歐洲發生的荷蘭榆樹病。現在墨爾本的街道仍能發現英格蘭榆樹巍然屹立。

## 延伸阅读
[在维基数据编辑]
 《欽定古今圖書集成·博物彙編·草木典·榆部》，出自陈梦雷《古今圖書集成》
 《植物名實圖考·榆》，出自吳其濬《植物名實圖考》
1. ↑  Comeau, André M.; Dufour, Josée; Bouvet, Guillaume F.; Jacobi, Volker; Nigg, Martha; Henrissat, Bernard; Laroche, Jérôme; Levesque, Roger C.; Bernier, Louis. . Genome Biology and Evolution. 2015, 7 (2): 410–430. ISSN 1759-6653. doi:10.1093/gbe/evu281.